# Marek Andrzejewski (muzyk)
Marek Andrzejewski (ur. 29 grudnia 1971 w Lublinie)  – polski poeta, pieśniarz i kompozytor.
Absolwent lubelskiego LO im. Stanisława Staszica (1990, profil informatyczny), a następnie Uniwersytetu Marii Curie-Skłodowskiej (1995, Wydział Ekonomiczny).

## Dorobek artystyczny
- członek zespołu folkowego „Orkiestra Świętego Mikołaja” - pierwsza połowa lat dziewięćdziesiątych.
- współpracownik „Teatru Gardzienice” (aktor i uczestnik wypraw etnograficznych) - lata dziewięćdziesiąte[1].
- aktor i kompozytor Teatru „Grupa Chwilowa”.
- laureat I nagrody Studenckiego Festiwalu Piosenki w Krakowie oraz nagrody im. Wojtka Bellona dla autorów śpiewających - 1994[1].
- zdobywca Grand Prix i Nagrody Publiczności Ogólnopolskiego Festiwalu Recitali w Siedlcach (1994) oraz Grand Prix w roku 1997 (jedyny wykonawca tego festiwalu z dwoma Grand Prix)[1].
- trzykrotny uczestnik koncertów galowych Krajowego Festiwalu Piosenki Polskiej w Opolu.
- od roku 1999 współzałożyciel i członek zespołu Lubelska Federacja Bardów (używającej także skrótów LFB i Federacja).

## Dyskografia

### Albumy
- 1997 – Trolejbusowy batyskaf (Dalmafon) - płyta sygnowana nazwiskiem i nazwą zespołu „Grupa Niesfornych”.
- 2003 – Dziesięć pięter (Dalmafon) - płyta autorska.
- 2012 – Elektryczny sweter(Dalmafon)
- 2015 - Akustycznie (Gitarek Studio)
- 2018 - Hasztagi (Dalmafon)[2][3]
- 2021 - Wariactwo (Dalmafon[4])[5][6]

## Życie prywatne
Żonaty, ma dwóch synów. Michał (pianista z wykształcenia) jest aranżerem i uczestnikiem nagrań (gitara, bas, instrumenty klawiszowe, programowanie midi) ostatniej płyty ojca - "Wariactwo" oraz pianistą na przedostatniej - "Hasztagi". Mateusz (gitara basowa) gra w zespole High School Jam. 